# Sisyrnodytes major
Sisyrnodytes major là một loài ruồi trong họ Asilidae. Sisyrnodytes major được Adams miêu tả năm 1905.